# Cathetosaurus
Genre
Espèce
Cathetosaurus est un genre de dinosaures sauropodes. L'espèce-type, Cathetosaurus lewisi, a été nommée et décrite en 1988 par James A. Jensen.
Le genre est basé sur des restes conservés à l'université Brigham Young.
Bien que l'espèce-type ait été mise en synonymie avec Camarasaurus, des recherches plus récentes ont à nouveau séparé les deux.
Plusieurs études ont validé Camarasaurus lewisi et synonymisé Cathetosaurus lewisi avec ce dernier. Notamment les recherches d'E. Tschopp, O. Wing, T. Frauenfelder and W. Brinkmann (2015) et de M. P. Taylor, M. J. Wedel, and R. L. Cifelli (2011). Actuellement, c'est Camarasaurus lewisi qui est validé,,,. Mais parions que les débats restent ouverts et qu'il y aura de nouveaux rebondissements dans la classification de ce dinosaure.